# 森山サチ子
森山 サチ子（もりやま サチこ）は、日本の菓子研究家。テレビの料理番組に数多く出演し、菓子教室の主宰や洋菓子店の経営にも携わる。

## 来歴・人物
長崎県立長崎高等女学校卒業。料理、菓子の研究家だった祖母の教示を受け、結婚後に本格的なお菓子作りの研究に取り組む。東京高等製菓専門学校（現・東京製菓学校）の洋菓子科、和菓子科修了後フランス、ドイツに渡り、製菓学校や研究所においてヨーロッパ菓子のレシピを習得。スイスのリッチモンド製菓学校の菓子コースで学び、研鑽を重ねる。また、アメリカやイギリスの製菓学校にて課程を修了しケーキデコレーター（ケーキの上にクリームを絞り出して飾り付けをする人）のディプロマを取得する。
東京都杉並区荻窪にて ″森山サチ子お菓子教室″ を主宰した後、荻窪駅前と銀座六丁目のすずらん通りに欧風洋菓子店 ″Fussen″(フュッセン)を開店させ経営する傍ら、NHK教育「きょうの料理」、キユーピー3分クッキングなどのテレビ番組に出演し、手作りのお菓子の普及に注力する。
著作には雄鶏社より出版された ″ぶきっちょさん″ シリーズなど多数の料理本が存在する。

## 出演番組
- きょうの料理（NHK教育）- 毎月1回放送されていた「楽しい菓子づくり」の回に、1980年代から1990年代前半にかけて不定期出演。
- キユーピー3分クッキング（CBCテレビ）（1975年4月 - 1977年3月、 1993年 - 1994年3月）- 土曜日放送・お菓子作りのレギュラー講師。

## 著作
- 『手作りの和菓子・洋菓子』主婦と生活社（1972年）
- 『フルーツの絵本 手作りお菓子・ジャム・果実酒』講談社（1977年）
- 『手作りの和菓子』女子栄養大学出版部（1977年）
- 『お菓子づくり全科』家の光協会（1978年）
- 『手づくりの絵本(6) 天火なしでできるお菓子』雄鶏社（1979年）
- 『お菓子のクッキング絵本』講談社（1979年）
- 『お菓子のやさしいデコレーション（NHKきょうの料理）』日本放送出版協会（1980年）
- 『和菓子（NHKきょうの料理）』日本放送出版協会（1980年）
- 『つめたいお菓子・飲み物』女子栄養大学出版部（1980年）
- 『おいしいパンを焼きましょう』主婦の友社（1980年）
- 『手づくりの絵本(8) ぶきっちょさんのケーキづくり』雄鶏社（1980年）
- 『ぶきっちょさんのクッキーパーティ』雄鶏社（1981年）
- 『ジュニアクッキングおかし （ピチレディシリーズ）』学研ホールディングス（1981年）
- 『フルーツのお菓子と飲み物 ジャム・果実酒も手作りで』講談社（1982年）
- 『ぶきっちょさんのお菓子教室』雄鶏社（1982年）
- 『ぶきっちょさんのデザートブック』雄鶏社（1983年）
- 『洋菓子（NHKきょうの料理）』日本放送出版協会（1983年）
- 『ぶきっちょさんの甘いもの屋さん』雄鶏社（1984年）
- 『ぶきっちょさんのヘルシーケーキ』雄鶏社（1984年）
- 『ぶきっちょさんのオーブンを使わないお菓子』雄鶏社（1984年）
- 『おいしいパンを焼きましょう 新装版 （ハッピー・クッキング）』主婦の友社（1984年）
- 『ぶきっちょさんのチョコレートブック』雄鶏社（1984年）
- 『わくわくお菓子作り （ミッキーマウス・ポケットブック プチレディー・シリーズ）』講談社（1985年）
- 『洋酒を使ったケーキ』ひかりのくに（1985年）
- 『ぶきっちょさんの小さなお菓子』雄鶏社（1985年）
- 『お菓子はじめて(6) チョコレートのお菓子』婦人生活社（1986年）
- 『かわいいお菓子』ひかりのくに（1986年）
- 『お菓子のデコレーション』雄鶏社（1987年）
- 『森山サチ子のかわいいケーキ・デコレーションの基礎』ひかりのくに（1987年）
- 『ぶきっちょさんのプレゼントのクッキーとチョコレート』雄鶏社（1987年）
- 『ぶきっちょさんの冷たいお菓子』雄鶏社（1988年）
- 『ぶきっちょさんの手づくりのパーティお菓子』雄鶏社（1988年）
- 『ぶきっちょさんのフルーツのお菓子』雄鶏社（1989年）
- 『和風ケーキ 甘さをひかえて低カロリー・ヘルシー素材でダイエット』ひかりのくに（1989年）
- 『クッキーブック』ひかりのくに（1990年）
- 『クッキーの本 基礎の基礎 （ぶきっちょさんのCooking noteシリーズ別冊）』雄鶏社（1991年）
- 『お菓子のレッスン 基礎の基礎（ぶきっちょさんのCooking noteシリーズ別冊）』雄鶏社（1991年）
- 『森山サチ子のお菓子コレクション』ひかりのくに（1993年）
- 『彼に贈るバレンタインチョコレート 改訂』ひかりのくに（1993年）